# 픽션정크션 유우카
픽션정크션 유우카(FictionJunction YUUKA)는 카지우라 유키의 솔로 프로젝트이다. 스페이스 크래프트 및 플라잉 도그 소속이다.

## 멤버
- YUUKA (보컬담당)
- 카지우라 유키 (작사, 작곡, 편곡, 키보드 담당)

## 개요
작곡가 카지우라 유키의 솔로프로젝트 픽션정크션에 난리 유우카를 맞이한 게 픽션정크션 유우카이다.
데뷔곡은 2003년「暁の車(여명의 수레바퀴)」(2004년에 싱글CD화), 모든 악곡의 작사, 작곡, 편곡은 카지우라 유키가 담당하고 있다

## 경력

### 결성까지
- 1997년~1998년경, 카지우라 유키는 미나미 아오야마 소녀가극단의 극반음악(劇伴音楽)에 종사하게 되어 YUUKA를 알게 된다
- 2000년 이전, YUUKA는 미나미 아오야마 소녀가극단주요멤버로써 활동, 카지우라 유키는 YUUKA가 주연한 뮤지컬 작품의 곡을 제작한다
- 2001년, YUUKA가 미나미 아오야마 소녀가극단을 졸단(卒団), 이래 극단은 활동중지상태가 된다
- 2003년, 애니메이션「기동전사 건담 SEED」의 삽입곡의 제작을 카지우라 유키가 담당, 노래의 보컬로써 YUUKA가 발탁된다[2]

레코딩을 할 때에 아티스트의 명의가 정해지지 않은 상태였지만, 카지우라 유키는 오랫동안 생각해오던 솔로프로젝트 픽션정크션의 활동을 개시
FictionJunction featuring YUUKA로써 데뷔곡「暁の車(여명의 수레바퀴)」를 발표

### 결성후
- 2004년, 첫 번째 싱글 릴리즈에 맞춰 유닛명을 픽션정크션 유우카로 바꾼다
- 2004년, 애니메이션「MADLAX」삽입곡「nowhere」코러스 부분의 조어(造語)가 인기를 얻는다
- 2004년~2005년, 세 번째 싱글「暁の車(여명의 수레바퀴)」가 45회에 걸쳐 오리콘의 위클리랭킹에 등장
- 2005년, 네 번째 싱글「焔の扉(불꽃의 문)」이 9월 22일자의 오리콘싱글 데일리랭킹에 1위를 기록 (위클리랭킹은 5위)
- 2007년, 첫 풀(full)라이브가 되는「Premium Live 2007」가 오사카 BIGCAT, 도쿄 Shibuya O-East에서 행해진다
- 2013년, FictionJunction 뒤에 보컬이름을 붙이는걸 그만두었기 때문에 앞으로 FJY의 명의로 신곡이 나오는 일은 없을꺼라고 언급하였다[3]

## CD

### 싱글
- 瞳の欠片 (눈동자의 파편) (2004년 5월 8일)

TV 애니메이션「MADLAX」오프닝 테마
TV 애니메이션「MADLAX」삽입곡
- inside your heart (2004년 7월 7일)

TV 애니메이션「MADLAX」엔딩 테마
TV 애니메이션「MADLAX」삽입곡
- 暁の車 (여명의 수레바퀴) (2004년 9월 22일)[4]

TV 애니메이션「기동전사 건담 SEED」삽입곡
- 焔の扉 (불꽃의 문) (2005년 9월 22일)

TV 애니메이션「기동전사 건담 SEED DESTINY」삽입곡
- Silly-Go-Round (2006년 5월 10일)

TV 애니메이션「.hack//Roots」오프닝 테마
뮤지컬「ANGEL GATE ～봄의 예감～」테마송
- 荒野流転 (황야유전) (2006년 11월 22일)

웹 애니메이션「막말기관설」오프닝 테마
- romanesque (2007년 4월 18일)

TV 애니메이션「EL CAZADOR DE LA BRUJA」엔딩 테마

### 앨범
- Destination (2005년 11월 23일)

- circus (2007년 7월 4일)

### Sound Track / Compilation
- 기동전사 건담 SEED SUIT CD vol.4 Miguel Ayman×Nicol Amarfi (2003년 6월 21일)

暁の車
- 츠바사 크로니클 Original Sound Track Future Soundscape IV(2006년 9월 21일)

aikoi
- 픽션정크션 Album Everlasting Songs(2009년 2월 25일)

記憶の森
cazador del amor
- 픽션정크션 Single Parallel Hearts (2009년 4월 29일)

ひとみのちから
- FJC회원한정싱글 sing a song (2012년 3월 16일）

「sing a song」
「silent moon」

## DVD
- Animelo Summer Live 2008 -Challenge- 8.30 (2009년 3월 25일)
- FictionJunction YUUKA～Yuki Kajiura LIVE vol.#4 PART1～ (2009년 10월 21일)
- FictionJunction + FictionJunction YUUKA　～Yuki Kajiura LIVE vol.#4 PARTI＆PARTII～ (2013년 5월 8일) - BD재발매
- Yuki Kajiura LIVE vol.#11 FictionJunction YUUKA 2days Special 2014.02.08~09 中野サンプラザ (2014년 6월 25일)

## 라이브
- 2007년 『Premium Live 2007』in OSAKA

2월 8일 오사카 BIG-CAT
- 2007년 『Premium Live 2007』in TOKYO

2월 15일 도쿄 Shibuya O-East
- 2009년 FictionJunction Yuki Kajura LIVE Vol.#4 ～Everlasting Songs Tour 2009～

보컬 : 1부 - YUUKA
2부 - KAORI, WAKANA, KEIKO, 카이다 유리코
7월 8일 나고야 ボトムライン
7월 9일 오사카 BIGCAT
7월 12일 도쿄 JCB HALL
- 2014년 “FictionJunction YUUKA 2Days Special”[5]

보컬 : YUUKA
2월 8일 도쿄 中野サンプラザ
2월 9일 도쿄 中野サンプラザ

## 기타
- 2005년 NHK POPJAM

11월 11일 NHKホール
- 2005년 アルバム発売記念 スペシャルネット番組

11월 23일부터 2주간
- 2005년 「Destination」アルバム発売記念イベント

11월 26일 도쿄 お台場ヴィーナスフォート教会広場
- 2006년 夏のガンダムイベント『Ｇフェスティバル』

8월 26일 도쿄 日比谷公会堂
8월 27일 오사카 御堂会館
- 2006년 POP JOINS THE WORLD ライブ特集

12월 17일 도쿄 NHKスタジオパーク
- 2007년 FictionJunction YUUKA「circus」発売記念イベント フィルムコンサート

7월 28일 나고야
7월 29일 오사카
8월 3일 삿포로
8월 4일 도쿄 コア・いけぶくろ大ホール
8월 5일 후쿠오카

## 같이 보기
- 픽션정크션